# Anwar Ibrahim
Dato' Seri Anwar bin Ibrahim, né le 10 août 1947 à Cherok Tok Kun, Penang, est un homme d'État malaisien, vice-Premier ministre de 1993 à 1998 puis Premier ministre depuis 2022.
Entré dans l'opposition en 1998, il est emprisonné pour corruption de 1999 à 2004, et condamné un temps pour sodomie, avant d'être innocenté. En mai 2008, le Time l'a classé neuvième sur sa liste des cent personnes les plus influentes au monde. En juillet 2009, The Economist le considérait comme « le plus extraordinaire politicien de l'Asie du Sud-Est. ». Entre 2012 et 2015, il est jugé pour des accusations de « sodomie » qu'il a toujours niées et condamné à cinq ans de prison en 2015. Il est libéré en mai 2018 juste après la victoire historique de l'opposition aux élections générales. En novembre 2022, il est nommé Premier ministre de Malaisie.

## Débuts
Il fait ses études à l'université de Malaya. En 1968, il devient président de l'Union nationale des étudiants musulmans malaisiens (PKPIM) et l'une des principales figures des mouvements de contestation étudiantes. En 1974, il participe à des manifestations étudiantes contre la faim et la pauvreté en milieu rural. Il est arrêté, et maintenu vingt mois en prison sans être jugé, avant d'être relâché.

## Cadre de l'UMNO et parcours ministériel
En 1982, il rejoint le gouvernement du Premier ministre Mahathir Mohamad. En 1983, il devient ministre de la Culture, de la Jeunesse et des Sports, puis ministre de l'Agriculture en 1984, ministre de l’Éducation en 1986, ministre des Finances en 1991, et vice-Premier ministre en 1993. Il cumule les postes de vice-Premier ministre et de ministre des Finances, et est donc à la tête du ministère des Finances au moment de la crise économique asiatique de 1997. Il aligna sa politique sur les recommandations du Fonds monétaire international.

## Dans l'opposition

### Premières condamnations pour corruption et sodomie
En 1999, il est condamné à six ans de prison pour corruption, et disqualifié de toute participation à la politique avant avril 2008. Il purge sa peine pour corruption, tout en clamant son innocence, et est libéré pour bonne conduite en 2004. Il fait appel malgré sa libération, pour blanchir son nom, mais la Cour d'appel maintient le verdict initial.
En 2000, il est condamné à neuf ans de prison supplémentaires pour des fausses accusations d'actes homosexuels. En 2004, la cour fédérale annule la seconde condamnation.
Ne pouvant participer à la vie politique de son pays, il part un temps à l'étranger, et enseigne à l'université d'Oxford et à l'université Johns-Hopkins.

### Retour au Parlement

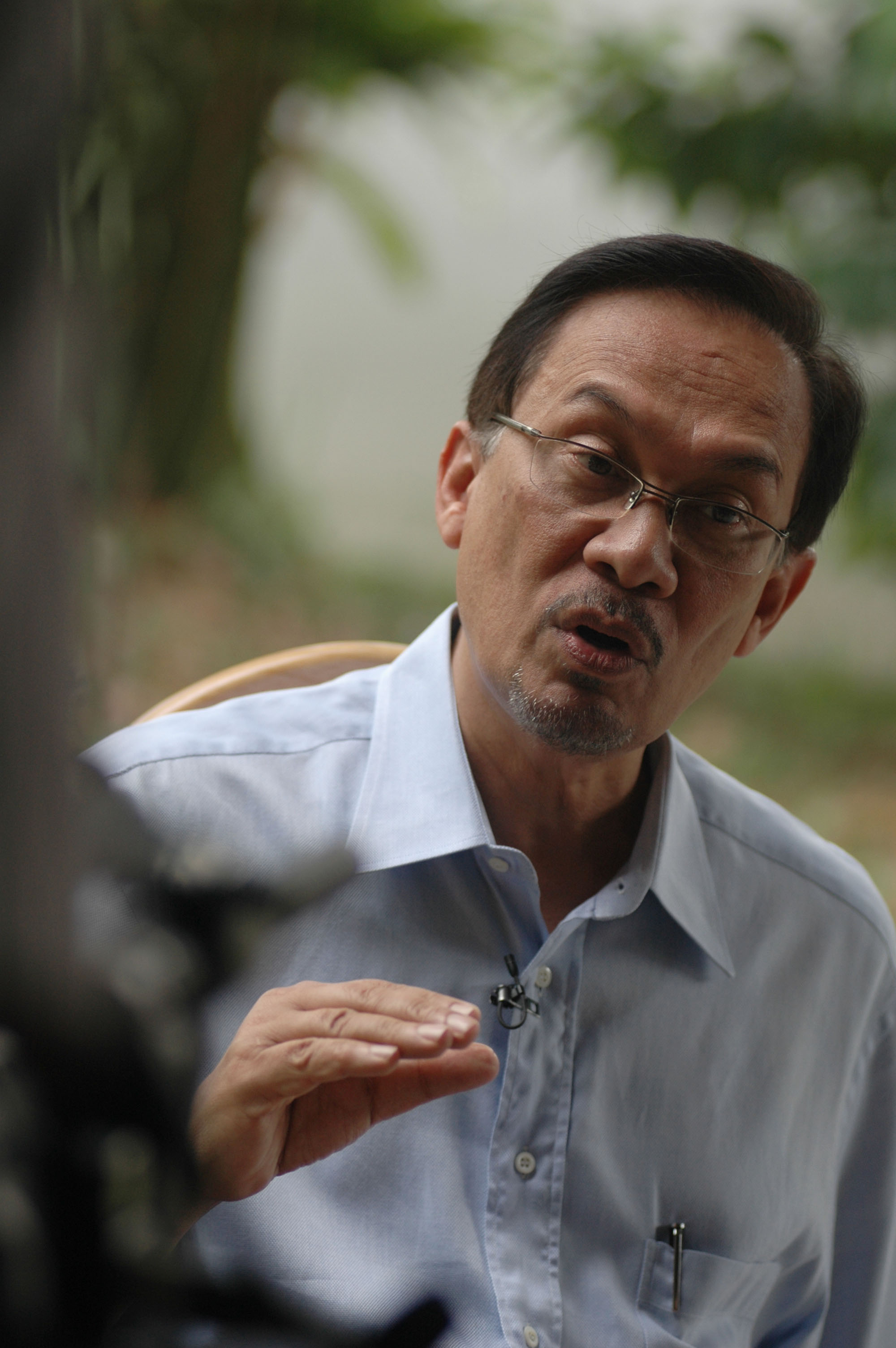
Anwar Ibrahim en 2008.

Anwar Ibrahim annonce en 2006 qu'il participerait aux élections législatives de 2008, mais celles-ci sont fixées au mois de mars, un mois donc avant la fin de sa disqualification politique. Le 14 avril 2008, il célèbre en public son retour en politique, devant une foule d'environ dix mille sympathisants.
Le 15 juillet 2008, il participe à un débat télévisé face au ministre de l'Information, Datuk Ahmad Shabery Cheek, au sujet de la hausse des prix du fioul. Le lendemain, il est arrêté et emmené à un poste de police, en rapport à l'accusation de sodomie. L'accusation de sodomie, qui peut mener à une peine de 20 ans de prison en Malaisie, est dans les faits rarement utilisée. Le journal français Libération note que ces accusations répétées à des moments où Anwar Ibrahim s'oppose au gouvernement ont tout du « harcèlement judiciaire. »
Le 26 août 2008, Anwar Ibrahim redevint député. Sa femme, Wan Azizah Wan Ismail, députée, avait démissionné afin de provoquer une élection pour ce seul siège, élection qu'Anwar Ibrahim remporta avec plus de 70 % des voix.
Anwar Ibrahim réitère alors qu'il sera bien candidat aux élections législatives de mai 2013. Il est effectivement réélu député.

### Seconde condamnation pour sodomie
Le 29 juin 2008, un homme porte plainte à son encontre pour sodomie. Anwar Ibrahim nie, et dénonce une machination politique : « Il s’agit clairement d’une tentative désespérée du […] régime pour freiner le mouvement du peuple malaisien vers la liberté, la démocratie et la justice ». Le même jour, Anwar Ibrahim se réfugie à l'ambassade de Turquie à Kuala Lumpur, ayant reçu des menaces de mort anonymes.
En janvier 2012, après un long procès, un tribunal le déclare non coupable à la suite des accusations de sodomie en 2008. Mais le 7 mars 2014, un tribunal malaisien annule l'acquittement dont il avait bénéficié en se prononçant en faveur du gouvernement, qui avait fait appel de la décision de non lieu. Sa condamnation à cinq ans de prison est confirmée par la Cour fédérale le 10 février 2015,.
Il est libéré le 16 mai 2018 par ordre du roi Muhammad Faris Petra sur demande du nouveau Premier ministre Mahathir Mohamad.

## Successeur présomptif de Mahathir Mohamad
Le 10 mai 2018, au lendemain de la victoire de la coalition d'opposition Pakatan Harapan menée par l'ancien Premier ministre Mahathir Mohamad, celui-ci s'engage à remettre le pouvoir à Anwar Ibrahim, lorsque celui-ci serait sorti de prison, le 8 juin 2018, pour « bonne conduite ». En attendant, Wan Azizah Wan Ismail, épouse d'Ibrahim, élue députée, est nommée vice-Première ministre et doit occuper son poste de parlementaire jusqu'à ce que son mari soit élu lors d'une législative partielle. Dès le 11 mai, Mahathir annonce que le roi Muhammad Faris Petra a donné son accord pour pardonner et libérer Anwar Ibrahim ; il réitère à cette occasion qu'il lui cédera le pouvoir dans deux ans. Il est libéré le 16 mai, ce qui lui permet d'être de nouveau éligible.
Après la démission d'un député de la coalition au pouvoir, une législative partielle est organisée dans la circonscription de Port-Dickson le 13 octobre pour permettre à Anwar Ibrahim, qui fait face à plusieurs candidats, dont Mohamad Saiful Bukhari Azlan, l'homme qui l'accuse de sodomie, de se faire élire député. Le jour du scrutin, il est élu avec plus de 30 000 voix, soit 71 % des suffrages exprimés. Bukhari Azlan obtient seulement 82 votes.
Mahathir Mohamed démissionne le 24 février 2020, au lendemain de l'effondrement de sa coalition et d'une tentative de son parti de renverser son gouvernement et de former un nouveau gouvernement avec l'appui de l'UMNO et d'empêcher ainsi Anwar Ibrahim de devenir Premier ministre. Le roi reçoit ensuite un à un les députés, pour trouver celui qui possède le soutien de la majorité d'entre eux. Mahathir Mohamad propose un gouvernement d'union. De son côté, Anwar Ibrahim réclame lui aussi de former le prochain gouvernement.
Les deux hommes ayant échoué à former un gouvernement, et après avoir échoué à reformer leur coalition, Muhyiddin Yassin est finalement nommé Premier ministre avec le soutien de l'UMNO et du Gagasan Sejahtera.

## Premier ministre
Le 19 novembre 2022, arrivé en tête des élections législatives, le Pakatan Harapan revendique la victoire et le poste de Premier ministre pour son dirigeant, Anwar Ibrahim, sans toutefois préciser avec quelles formations il entend former une alliance. Le Perikatan Nasional, dirigé par Muhyiddin Yassin, revendique lui aussi la victoire,. Le Barisan national du Premier ministre sortant subit à nouveau un net recul, tandis que l'ancien Premier ministre Mahathir Mohamad échoue à se faire réélire dans sa circonscription électorale.
Le 20 novembre, le roi donne aux deux blocs jusqu'au lendemain pour recueillir une majorité de députés. Le délai est ensuite prolongé de 24 heures, sans succès, le Barisan Nasional décidant de siéger dans l'opposition. Le 24 novembre, après avoir consulté les sultans locaux, le roi nomme Anwar Ibrahim Premier ministre de Malaisie. Il obtient la confiance du Parlement le 19 décembre.
Anwar Ibrahim apparaît alors comme un rempart face à l'islamisme, qui a effectué une percée lors du dernier scrutin. Il est soutenu par les dynasties royales malaisiennes, inquiètes de la poussée islamiste. Afin de contrer les critiques de ses adversaires et de retenir à lui l'électorat conservateur, il déclare : « Le sécularisme, le communisme ou les revendications homosexuelles LGBT ne seront jamais reconnues par mon gouvernement ». Par ailleurs, dans les années 1980, il avait soutenu aux côtés de Mahathir Mohamad l'islamisation de la société malaisienne, ce qui fait dire au Figaro qu'Anwar Ibrahim « se retrouve aujourd'hui propulsé pompier en chef pour juguler les flammes qu'il a attisées »,.

## Présidence de l'ANASE - Association des Nations de l'Asie du Sud-Est
Anwar Ibrahim, assume en 2025 la présidence tournante de l'ANASE, fondée en 1967. Il s'agit d'une organisation régionale regroupant dix pays d'Asie du Sud-Est (Indonésie, Malaisie, Philippines, Singapour, Thaïlande, Brunei, Vietnam, Laos, Birmanie, et Cambodge), visant à promouvoir la coopération économique, politique et culturelle. Sous la direction d'Anwar Ibrahim, l'ANASE cherche à renforcer son unité face aux tensions croissantes entre les États-Unis et la Chine, notamment dans le domaine technologique. Cette présidence intervient à un moment crucial où l'ANASE doit naviguer entre les intérêts divergents des deux superpuissances, tout en préservant sa propre autonomie stratégique. Anwar Ibrahim, connu pour son expérience politique et sa vision internationale, s'efforce de positionner l'ANASE comme un acteur clé dans l'équilibre géopolitique de la région indo-pacifique, en promouvant le dialogue et la coopération économique entre ses membres et avec les puissances extérieures.

## Controverses
Le 4 décembre 2014, Anwar s'est vu retirer le titre de « Datuk Seri » qui lui avait été conféré en 1992 par le souverain de Selangor. Le Palais de Selangor a déclaré dans un communiqué que la décision de révoquer le titre d'Anwar était due au fait qu'il avait « remis en question à plusieurs reprises l'intégrité du Sultan de Selangor, Sharafuddin Idris Shah, ainsi que de l'institution royale lors de la récente crise du Mentri Besar,. ».
Le 3 janvier 2023, Anwar a nommé sa fille Nurul Izzah au poste de conseillère économique et financière principale du Premier ministre, ce qui a suscité des doutes et des dissensions de la part de toutes les parties et a également suscité des critiques sur le népotisme du gouvernement,.
Le 11 juillet 2023, Badrul Hisham Shaharin, membre du comité d'information de Bersatu, a exhorté la Commission malaisienne de lutte contre la corruption (en) (MACC) à enquêter sur Anwar concernant la propriété de sa résidence personnelle à Kajang (Selangor). Le chef de la police de Putrajaya, A. Asmadi Abdul Aziz, a confirmé avoir reçu le rapport et a déclaré qu'une enquête serait menée.